# 胚芽
胚芽是植物种子胚的一部分，由生长点和幼叶组成；胚芽位于胚轴的上端，當種子發芽出土後，將繼續發育成產生植物的莖、枝和葉片等構造。禾本科植物种子的胚芽被胚芽鞘包围。